# Liste der Kulturgüter in Aedermannsdorf
Die Liste der Kulturgüter in Aedermannsdorf enthält alle Objekte in der Gemeinde Aedermannsdorf im Kanton Solothurn, die gemäss der Haager Konvention zum Schutz von Kulturgut bei bewaffneten Konflikten, dem Bundesgesetz vom 20. Juni 2014 über den Schutz der Kulturgüter bei bewaffneten Konflikten sowie der Verordnung vom 29. Oktober 2014 über den Schutz der Kulturgüter bei bewaffneten Konflikten unter Schutz stehen.
Objekte der Kategorie A sind im Gemeindegebiet nicht ausgewiesen, Objekte der Kategorie B sind vollständig in der Liste enthalten, Objekte der Kategorie C fehlen zurzeit (Stand: 1. Januar 2023).

## Kulturgüter
| Foto |                                                                                         | Objekt                                                      | Kat. | Typ | Standort                            | Beschreibung |
| ---- | --------------------------------------------------------------------------------------- | ----------------------------------------------------------- | ---- | --- | ----------------------------------- | ------------ |
| BW   | Datei hochladen · Wikidata zu Schmelzi, neuzeitlicher Eisenerzabbaustollen (Q113667397) | Schmelzi, neuzeitlicher Eisenerzabbaustollen KGS-Nr.: 01182 | B    | F   | Schmelzi 612700 / 238150            |              |
| BW   | Datei hochladen · Wikidata zu Gasthaus Schlüssel (Q29880496)                            | Gasthaus Schlüssel KGS-Nr.: 11080                           | B    | G   | Dorfstrasse 54 612927 / 239345      |              |
| ja   | Datei hochladen · Wikidata zu Kapelle St. Joseph mit Brunnen (Q29880497)                | Kapelle St. Antonius mit Brunnen KGS-Nr.: 11121             | B    | G   | Lättgass 114 612928 / 239426        |              |
| BW   | Datei hochladen · Wikidata zu Ehemalige Hammerschmiede (Q29880494)                      | Ehemalige Hammerschmiede KGS-Nr.: 13464                     | B    | G   | Alte Landstrasse 80 613225 / 238406 |              |